# Olympische Winterspiele 2022/Teilnehmer (Griechenland)
| Gelbes Symbol für Goldmedaillen mit stilisierten Olympischen Ringen | Graues Symbol für Silbermedaillen mit stilisierten Olympischen Ringen | Braundes Symbol für Bronzemedaillen mit stilisierten Olympischen Ringen |
| ------------------------------------------------------------------- | --------------------------------------------------------------------- | ----------------------------------------------------------------------- |
| —                                                                   | —                                                                     | —                                                                       |

Griechenland nahm an den Olympischen Winterspielen 2022 in Peking zum 20. Mal in seiner Geschichte an Olympischen Winterspielen teil. Das griechische Team bestand aus drei Athletinnen und zwei Athleten, die in zwei Disziplinen antraten. Fahnenträger bei der Eröffnungsfeier waren die Skilangläuferin Maria Danou und der Skilangläufer Apostolos Angelis.

## Teilnehmer nach Sportarten

### Ski Alpin
| Athleten              | Wettbewerbe  | 1. Lauf | 1. Lauf | 2. Lauf       | 2. Lauf       | Gesamt        | Gesamt        |
| Athleten              | Wettbewerbe  | Zeit    | Rang    | Zeit          | Rang          | Zeit          | Rang          |
| --------------------- | ------------ | ------- | ------- | ------------- | ------------- | ------------- | ------------- |
| Frauen                |              |         |         |               |               |               |               |
| Maria Eleni Tsiovolou | Riesenslalom | DNF     | DNF     | ausgeschieden | ausgeschieden | ausgeschieden | ausgeschieden |
| Maria Eleni Tsiovolou | Slalom       | DNF     | DNF     | ausgeschieden | ausgeschieden | ausgeschieden | ausgeschieden |
| Männer                |              |         |         |               |               |               |               |
| Ioannis Antoniou      | Riesenslalom | DNF     | DNF     | ausgeschieden | ausgeschieden | ausgeschieden | ausgeschieden |
| Ioannis Antoniou      | Slalom       | 59,48 s | 36      | 54,81 s       | 28            | 1:54,29 min   | 29            |

### Skilanglauf
| Athleten          | Wettbewerbe     | Zeit        | Rang |
| ----------------- | --------------- | ----------- | ---- |
| Frauen            |                 |             |      |
| Maria Danou       | 10 km Klassisch | 37:39,4 min | 88   |
| Maria Danou       | 30 km Freistil  | LAP         | 61   |
| Nefeli Tita       | 10 km Klassisch | 42:12,1 min | 97   |
| Männer            |                 |             |      |
| Apostolos Angelis | 50 km Freistil  | 1:34:04,2 h | 59   |

| Athleten                | Wettbewerbe | Qualifikation | Qualifikation | Viertelfinale | Viertelfinale | Halbfinale    | Halbfinale    | Finale        | Finale        | Rang |
| Athleten                | Wettbewerbe | Zeit          | Rang          | Zeit          | Rang          | Zeit          | Rang          | Zeit          | Rang          | Rang |
| ----------------------- | ----------- | ------------- | ------------- | ------------- | ------------- | ------------- | ------------- | ------------- | ------------- | ---- |
| Frauen                  |             |               |               |               |               |               |               |               |               |      |
| Maria Danou             | Sprint      | 4:19,66 min   | 89            | ausgeschieden | ausgeschieden | ausgeschieden | ausgeschieden | ausgeschieden | ausgeschieden | 89   |
| Nefeli Tita             | Sprint      | 4:14,48 min   | 87            | ausgeschieden | ausgeschieden | ausgeschieden | ausgeschieden | ausgeschieden | ausgeschieden | 87   |
| Maria Danou Nefeli Tita | Team-Sprint | —             | —             | LAP           | 13            | ausgeschieden | ausgeschieden | ausgeschieden | ausgeschieden | 23   |
| Männer                  |             |               |               |               |               |               |               |               |               |      |
| Apostolos Angelis       | Sprint      | 3:20,87 min   | 83            | ausgeschieden | ausgeschieden | ausgeschieden | ausgeschieden | ausgeschieden | ausgeschieden | 83   |